# Кэм, Хелен
Хелен Мод Кэм (Helen M. (Maud) Cam; 22 августа 1885, Абингдон, Оксфордшир — 9 февраля 1968, Кент) — британский историк-медиевист, профессор, член Британской академии (1945). Litt. D. Кембриджа (1937). CBE (1957). С 1921 года феллоу кембриджского Гёртон-колледжа, с 1948 именной профессор Гарварда. Первая женщина-профессор Гарварда. Член Американской академии искусств и наук и членкор Американской академии медиевистики.
Родилась в многодетной семье, четвёртой из девяти детей; её отец был пастором.
Получила домашнее образование от родителей, а также училась в Королевском колледже Холлоуэй в Лондоне (1904—1907, бакалавр), Лондонском университете (1907; в 1909 получила там степень магистра истории) и Брин-Мор-колледже (1908—1909). Жила и работала в Челтнеме и Лондоне в 1909—1921 гг.; Кембридже в 1921—1948; США (стала именным профессором Zemurray Radcliffe Professor Гарварда) в 1948—1954 гг. В 1954 году вернулась в Великобританию в Кент. Являлась вице-президентом Королевского исторического общества и (в 1962-65) Общества Селдена. Главенствовала в ICHRPI. Публиковалась в English Historical Review, History, Speculum.
Ключевые публикации — Historical Novels (London, 1961) и Law Finders and Law Makers in Medieval England (London, 1963). В браке не состояла, детей нет. В студенческие годы состояла членом Консервативной партии Великобритании, затем стала энергичным активистом Лейбористской партии. Много путешествовала, посетив Индию, Бирму, Персию, Ирак, Палестину, а также большинство стран Европы. Удостоилась ряда почетных степеней.